# Gondogeneia patagonica
Gondogeneia patagonica is een vlokreeftensoort uit de familie van de Pontogeneiidae. De wetenschappelijke naam van de soort is voor het eerst geldig gepubliceerd in 1986 door Alonso.